# Космос-2434
Космос-2434 је један од преко 2400 совјетских вјештачких сателита лансираних у оквиру програма Космос.
Космос-2434 је лансиран са космодрома Тјуратам, Бајконур, Казахстан, 9. децембра 2007. Ракета-носач Протон-М је поставила сателит у орбиту око планете Земље. 